# Thorigné-en-Charnie
Thorigné-en-Charnie là một xã thuộc tỉnh Mayenne trong vùng Pays de la Loire tây bắc nước Pháp. Xã này nằm ở khu vực có độ cao trung bình 102 mét trên mực nước biển.